# Il'ja Samochin
Il'ja Vladimirovič Samochin (in russo Илья Владимирович Самохин?; Mosca, 10 agosto 1970 – Mosca, 12 agosto 2014) è stato un giocatore di calcio a 5 russo, campione europeo con la nazionale russa nel 1999.

## Carriera
Samochin ha disputato due campionati mondiali con la nazionale russa: nel 1996 ha vinto la medaglia di bronzo mentre nel 2000 gli orsi sono giunti quarti. Il miglior risultato con la nazionale è però il vittorioso campionato europeo in cui la Russia ha superato in finale i padroni di casa della Spagna.

## Palmarès

### Club

#### Competizioni nazionali
- Campionato russo: 7
Dina Mosca: 1993-94, 1994-95, 1995-96, 1996-97, 1997-98, 1998-99, 1999-00
- Coppa di Russia: 6
Dina Mosca: 1993, 1995, 1996, 1997, 1998, 1999

#### Competizioni internazionali
- European Champions Tournament: 3
1995, 1997, 1999 (non riconosciuti)
- Coppa Intercontinentale: 1
1997 (non riconosciuta)

### Nazionale
- Campionato d'Europa: 1
Russia: 1999